# Сами Джассим Мухаммад аль-Джубури
Сами Джассим Мухаммад аль-Джубури, также известный как Хаджи Хамид (1970 или 1973 года рождения), — иракец, известный как видный лидер Исламского государства. Аль-Джубури участвовал в финансировании операций ИГ.
В 2015 году Государственный департамент США объявил, что выплатит 5 млн долларов США за информацию, которая приведёт к аресту или смерти этого человека.

## Фон
Считается, что аль-Джубури родился в 1970 или 1973 году в Мосуле, Ирак. В сентябре 2015 года Казначейство США присвоило ему статус глобального террориста особой категории. Будучи заместителем ИГ в южном Мосуле в 2014 году, он, как сообщается, был эквивалентом министра финансов ИГ, курируя приносящие доход операции группы от незаконной продажи нефти, газа, древностей и полезных ископаемых. 11 августа 2016 года спецназ США и силы безопасности Иракского Курдистана начали рейд на Эль-Каим и первоначально сообщалось, что они убили аль-Джубури и одного из его заместителей.
Соединённые Штаты продолжали включать аль-Джубури в список «Вознаграждение за помощь правосудию», и считается, что к 2020 году он стал главой Верховного комитета лидера ИГ Абу Ибрагима аль-Хашеми аль-Кураши.

## Арест
11 октября 2021 года премьер-министр Ирака Мустафа аль-Казыми объявил об аресте Сами Джассима руками иракской разведки.